# Gerasimou Glacier
Gerasimou Glacier är en glaciär i Antarktis. Den ligger i Västantarktis. Nya Zeeland gör anspråk på området. Gerasimou Glacier ligger 903 meter över havet.
Terrängen runt Gerasimou Glacier är varierad, och sluttar österut.  Trakten är obefolkad. Det finns inga samhällen i närheten. 